# Xã Centre, Quận St. Joseph, Indiana
Xã Centre (tiếng Anh: Centre Township) là một xã thuộc quận St. Joseph, tiểu bang Indiana, Hoa Kỳ. Năm 2010, dân số của xã này là 14.350 người.